# Mette-Marit Tjessem Høiby
Mette-Marit Tjessem Høiby (Kristiansand, 19 agosto 1973) è la principessa ereditaria di Norvegia dal 2001, come moglie del principe ereditario Haakon.

## Biografia

### Istruzione
Mette-Marit è nata a Kristiansand nel 1973, figlia del giornalista Sven Olaf Bjarte Høiby (1936-2007) e dell'impiegata di banca Marit Tjessem (1937). È sorella minore di Espen Bjarte (1959), Per (1962) e Kristin (1964). Dopo il divorzio dei genitori nel 1984, sua madre sposò Rolf Berntsen (1932-2008) e suo padre sposò Renate Barsgård (1971). Il suo fratellastro Trond Berntsen (1960-2011) morì durante gli attentati del 22 luglio. In gioventù praticò la pallavolo, la vela, fece parte di un coro e degli scout.
È cresciuta a Vågsbygd e nel 1980 entrò alla scuola Slettheia. Dal 1987 frequentò la scuola secondaria inferiore Fiskå e, dopo aver studiato per metà anno alla scuola secondaria superiore Oddernes, trascorse un altro anno presso la Wangaratta High School in Australia. Dal 1991 frequentò la Kristiansand Katedralskole e si diplomò nel 1994. Studiò alla Bjørknes Privatskole di Oslo dal 1996 e si diplomò in cinque materie nella primavera del 1997.
Nello stesso anno sostenne l'esame preliminare per l'università e successivamente gli esami in tecnologia dell'informazione e chimica all'Università di Agder, dove studiò ingegneria. All'Università di Oslo studiò etica e antropologia sociale tra il 2000 e il 2002. Nel 2003 entrò alla SOAS dell'Università di Londra, formandosi sulla crisi globale dei rifugiati, lo sviluppo e l'HIV/AIDS.
Per tre mesi fu osservatrice all'Agenzia Norvegese per la Cooperazione allo Sviluppo (NORAD), ruolo che la portò a recarsi in Malawi e in Zambia, e si iscrisse alla BI Norwegian School of Management di Oslo nel 2008, ottenendovi un master of Management nel 2012.

### Vita privata
Tra il 1995 e il 1996 conobbe Morten Borg (1968), incarcerato nel 1992 per guida in stato d'ebbrezza, possesso di droga e violenze. Ebbero una breve relazione che terminò cinque mesi prima la nascita del figlio Marius Borg Høiby (1997). Nel 1996 conobbe Haakon di Norvegia in occasione del Quartfestivalen, dove si incontrarono di nuovo nel 1999. Iniziarono a convivere ad autunno del 2000 e il 1⁰ dicembre si fidanzarono ufficialmente.
Come fidanzata dell'erede al trono, Mette-Marit non fu ben accolta dall'opinione pubblica, che la riteneva inadatta al ruolo di principessa ereditaria a causa di un presunto utilizzo di sostanze stupefacenti e della "vita dissoluta" condotta in passato. Ad agosto del 2001, durante una conferenza stampa, parlò dei suoi trascorsi di "ribellione giovanile", condannando al contempo l'uso delle droghe e invitando la stampa a non soffermarsi ulteriormente sul suo passato.

### Principessa ereditaria

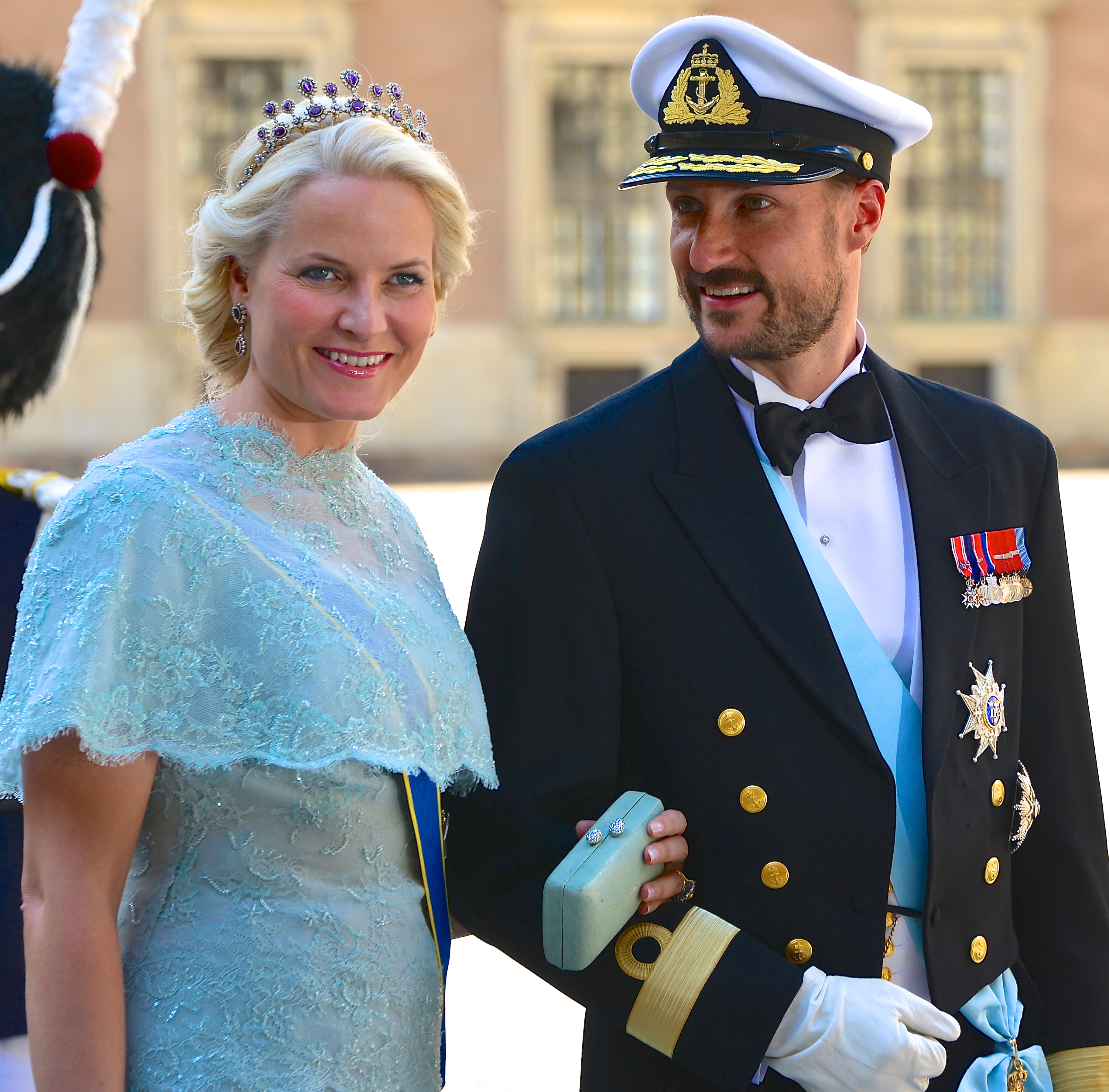
Mette-Marit e Haakon nel 2013

Mette-Marit e Haakon si sono sposati il 25 agosto del 2001 presso la cattedrale di Oslo. In occasione del matrimonio istituirono il Kronprinsparets Fond, attivo a favore dell'inclusione e dello sviluppo dei giovani. Nell'aprile 2006 ricevette l'incarico di Rappresentante Speciale dell'UNAIDS, viaggiando così in Nicaragua, Ucraina e Mali.
Nel 2010 venne nominata Young Global Leader del Forum economico mondiale e nel 2012 entrò a far parte del consiglio di fondazione internazionale della Global Shapers Community. Durante la primavera del 2014 intraprese il suo primo "tour letterario", un viaggio in treno svolto con l'assistenza delle ferrovie dello Stato e della Biblioteca Pubblica di Oslo. Lo scopo dell'evento è promuovere la lettura attraverso l'apertura del treno al pubblico e l'organizzazione di incontri con gli autori presso biblioteche e stazioni locali.
Nel 2015 fondò con la sostenitrice dei diritti umani Kate Roberts il Maverick Collective, iniziativa lanciata ufficialmente durante la Women Deliver Conference a Copenaghen nel 2016. Si occupa di coinvolgere le donne nell'utilizzo di risorse finanziarie e intellettuali per contrastare la povertà e promuovere la salute femminile. Nello stesso anno la Foreign Policy la nominò "Leading Global Thinker" e fu inclusa dalla Fast Company tra le persone più creative nel settore del business.
Il 26 aprile 2017 divenne ambasciatrice in ambito internazionale per la letteratura norvegese e prese parte agli eventi della Fiera del libro di Francoforte nel 2019, in quanto la Norvegia venne scelta come ospite d'onore. Nel gennaio 2024 è stata ospite d'onore alla Fiera internazionale del libro del Cairo.

### Controversie e salute
Dal 23 al 28 ottobre del 2012 Mette-Marit soggiornò a Nuova Delhi per accudire i due figli di una coppia gay nati da una madre surrogata. Si occupò di loro nelle vesti di tata presso il Manav Medicare Centre, in quanto i due genitori non avevano ancora ottenuto il visto per recarsi in India. Questi ultimi lavoravano al palazzo reale e nello stesso periodo era in corso in Norvegia un dibattito sulla pratica della surrogazione di maternità, attivamente scoraggiata dal governo. La casa reale dichiarò che lo scopo di Mette-Marit non fosse prendere posizione sulla questione, quanto piuttosto "aiutare due neonati che erano soli". Il 24 ottobre 2018 venne comunicato che la principessa è affetta da fibrosi polmonare.
Nel 2019 il quotidiano Dagens Næringsliv rivelò che Mette-Marit incontrò in diverse occasioni Jeffrey Epstein tra il 2011 e il 2013 (anno in cui interruppero i contatti), condannato nel 2008 per reati sessuali. Furono presentati da conoscenti in comune all'estero e la notizia venne ampiamente trattata dalla stampa norvegese. La principessa affermò di aver messo fine al rapporto con Epstein dopo aver percepito che utilizzasse il rapporto con lei a danno di altre persone e comunicò il suo rammarico per non aver indagato sul suo passato.

## Patrocini
Mette-Marit Tjessem-Høiby è patrona di:
- Accademia di Scienze e Lettere di Agder;
- Amandusfestivalen;
- Festival dei Film per Bambini di Kristiansand;
- Forum per le Donne e lo Sviluppo (FOKUS);
- Nave Sørlandet;
- Kirken SOS;
- Festival della Musica Tradizionale e Mondiale di Førde;
- Hamsun Days;
- Consiglio Norvegese per la Salute Mentale;
- Coro delle Ragazze Norvegesi;
- Associazione Norvegese delle Guide e degli Scout;
- Norwegian Library Association (NLA);
- Croce Rossa Norvegese;
- Norwegian Rheumatism Association;
- Centro Culturale Nynorsk;
- Festival internazionale di Musica da Chiesa di Oslo;
- Festival della Musica da Camera di Risør;
- Shameless Award;
- Vivil Games.

## Discendenza

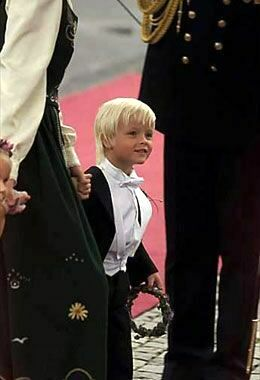
Marius Borg Høiby nel 2005

Mette-Marit Tjessem-Høiby e Morten Borg hanno un figlio:
- Marius Borg Høiby (Oslo, 13 gennaio 1997).[12]

Con il marito Haakon di Norvegia ha una figlia e un figlio:
- Principessa Ingrid Alexandra (2004);
- Principe Sverre Magnus (2005).

## Titoli e trattamento
- 19 agosto 1973 - 25 agosto 2001: Mette-Marit Tjessem-Høiby
- 25 agosto 2001 - attuale: Sua Altezza Reale, la principessa ereditaria di Norvegia

### Stemma e stendardi

Monogramma di Mette-Marit